# Abbi Jacobson
Abbi Jacobson (Wayne, 2 febbraio 1984) è un'attrice, scrittrice, illustratrice e comica statunitense.
È conosciuta principalmente per aver co-creato ed essere la co-protagonista della serie Broad City con Ilana Glazer.

## Biografia
Jacobson è nata e cresciuta a Wayne, in Pennsylvania, da una famiglia ebraica, figlia di Alan Jacobson, un graphic designer, e di Susan Komm, un'artista. Ha frequentato la Valley Forge Middle School e la Conestoga High School. Ha studiato belle arti e video-making presso il Maryland Institute College of Art (MICA), dove ha studiato stand-up comedy per un anno con il poeta Jeremy Sigler con un breve periodo di studio recitazione all'Emerson College. Jacobson si è laureata nel 2006 presso la MICA con una B.F.A. in General Fine Arts.
Si è trasferita a New York dopo essersi diplomata alla MICA; ha iniziato a frequentare le lezioni con l'Atlantic Theatre Company e il Upright Citizens Brigade Theatre, dove ha incontrato Ilana Glazer.

### Broad City

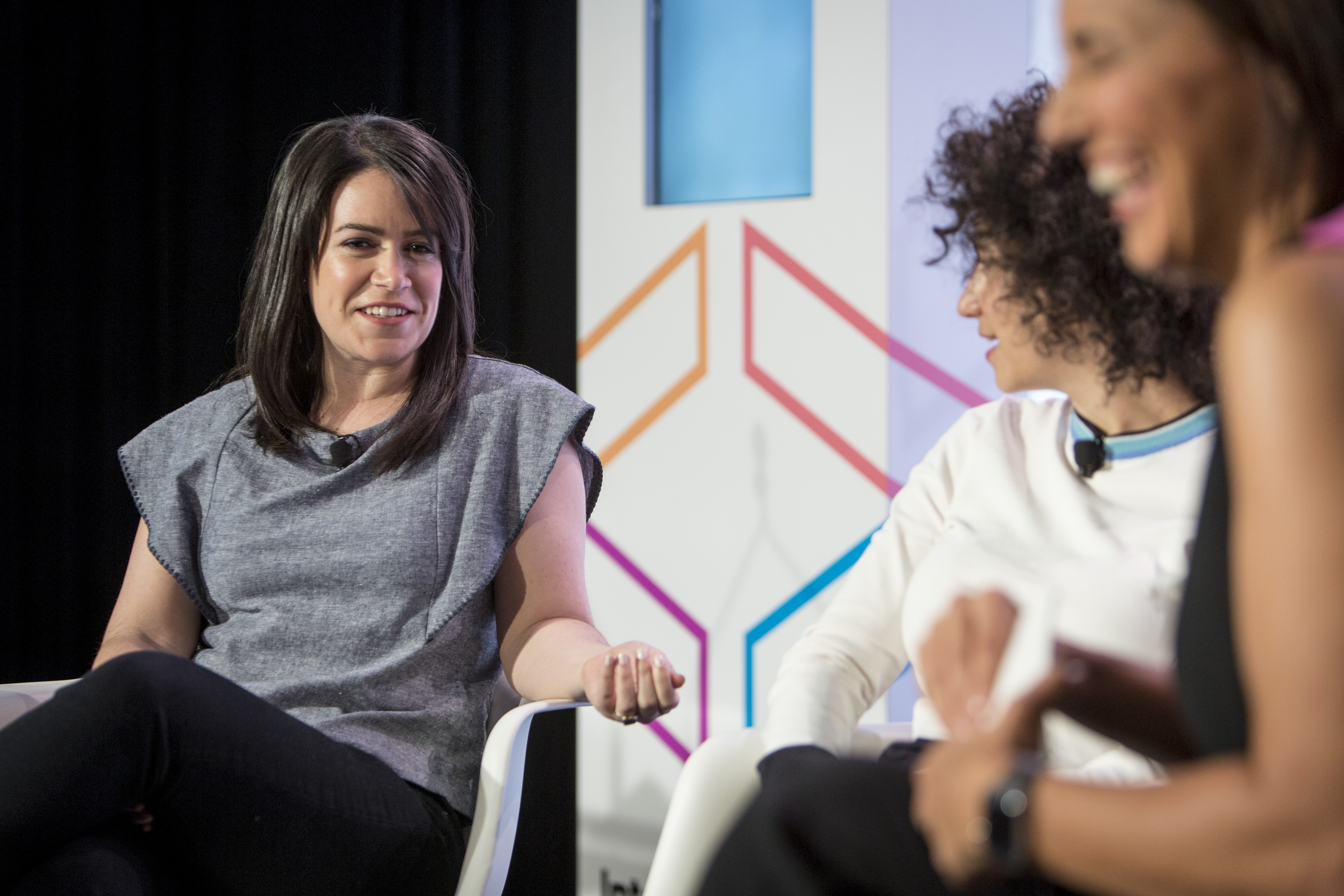
Jacobson e Glazer all'Internet Week nel 2015

Dal 2009 al 2011, Jacobson e Glazer hanno scritto e recitato in una serie web intitolata Broad City, incentrata sulle loro vite a New York. La serie è stata nominata per un ECNY Award per la migliore serie web. È stata ben accolta dalla critica e ha sviluppato un seguito di culto. Alla Upright Citizens Brigade, Jacobson e Glazer hanno adattato la serie a uno spettacolo dal vivo in cui si sono esibiti, chiamato Broad City Live.
Nel 2011, la rete via cavo FX, collaborando con Amy Poehler come produttore, ha acquistato un impegno per la sceneggiatura della serie da Glazer e Jacobson. Tuttavia, la rete non ha approvato lo script e ha deciso di non procedere con lo sviluppo. Glazer e Jacobson si sono quindi avvicinati a Comedy Central, che ha accettato di acquistare il copione da FX e ordinare un pilota.
Broad City ha fatto il suo debutto televisivo nel gennaio 2014 ed è stato accolto con recensioni positive e voti forti, diventando la prima stagione più votata di Comedy Central dal 2012 tra i giovani, compresi gli adulti 18-34, con una media di 1,2 milioni di telespettatori.
Lo spettacolo ha ricevuto critiche da parte di fan e critici. Sul sito web di aggregazione Metacritic ha ricevuto "recensioni generalmente favorevoli", assegnandole un punteggio di 75 su 100, basato su recensioni di 14 critici. Karen Valby di Entertainment Weekly ha descritto lo spettacolo come una "commedia profondamente strana, stranamente dolce e completamente esilarante". Il Wall Street Journal si riferiva allo spettacolo come "Sneak Attack Feminism". Il critico Megan Angelo cita Abbi Jacobson, la protagonista di Broad City di Comedy Central: "Se guardi uno dei nostri episodi, non c'è un grande messaggio, ma se li guardi tutti, penso, danno potere alle donne." Il critico del Club AV Caroline Framke ha scritto che Broad City era "degna di essere guardata" nonostante la sua "premessa ben fatta" e che la serie è "straordinariamente padrona di sé, anche nel suo primo episodio".
La prima stagione dello show ha ricevuto una valutazione "Certified Fresh" del 96% da Rotten Tomatoes, basata su recensioni di 23 critici, con il consenso del sito che afferma: "Dai suoi talentuosi produttori alla sua scrittura intelligente e ai suoi fantastici lead, Broad City vanta una bellezza non comune." L'AV club ha nominato Broad City il secondo miglior programma TV del 2014 per la sua prima stagione.
Nel febbraio 2014, Comedy Central ha rinnovato lo spettacolo per una seconda stagione. La seconda stagione ha ricevuto recensioni positive, con Metacritic che gli ha dato un punteggio di 89 su 100, basato su recensioni di 8 critici, che indicavano "acclamazione universale". Rotten Tomatoes ha dato alla seconda stagione una valutazione del 100%, basata su recensioni di 11 critici, con il consenso del sito: "Guidata da due delle donne più divertenti in TV, Broad City usa la vibrante chimica delle sue stelle per dare un elemento di autenticità alla commedia, caotica ma illuminante, dello spettacolo. "
A gennaio 2015, la serie è stata poi rinnovata per una terza stagione, che è stata presentata in anteprima il 17 febbraio 2016. A gennaio 2016, la serie è stata rinnovata per una quarta ed una quinta e ultima stagione.

### Altri lavori
Nel 2011, Jacobson ha scritto e suonato in una mostra personale intitolata Welcome to Camp, che si è svolta a New York e Los Angeles.
Nel dicembre 2015, la Jacobson è stata scelta per il film Person to Person, al fianco di Michael Cera e Phillip Baker Hall, scritto e diretto da Dustin Guy Defa. Jacobson ha anche partecipato a LEGO Ninjago - Il film, pubblicato il 22 settembre 2017.
Nel 2017, la Jacobson ha ospitato un podcast di 10 episodi sull'arte moderna e contemporanea chiamato A Piece of Work e coprodotto dal Museum of Modern Art e dai WNYC Studios.
Dal 2018 doppia la principessa Bean in Disincanto.

### Carriera letteraria
Nel 2013, la Jacobson ha pubblicato due libri da colorare con Chronicle Books: Color This Book: New York City e Colour This Book: San Francisco. Jacobson ha anche illustrato un libro intitolato Carry This Book, pubblicato nell'ottobre 2016 da Viking Press. Presenta illustrazioni colorate e divertenti dei contenuti immaginati delle borse di varie celebrità. "Sono sempre stato affascinata da ciò che la gente porta con sé e può dirti tutto" dice la Jacobson nell'introduzione del libro. Ben accolto dalla critica, Carry This Book è stato un bestseller del New York Times.
Jacobson ha pubblicato un altro libro, I Might Regret This: Saggi, Disegni, Vulnerabilità e Altre Cose. Il libro è stato pubblicato il 30 ottobre 2018 da Grand Central Publishing. Con i disegni dappertutto, il libro dei saggi personali è incentrato sul viaggio in fuoristrada di Jacobson di tre settimane. Le 320 pagine di saggi personali e vari racconti, anche se di natura comica, si concentrano in gran parte su come Jacobson abbia superato il suo primo amore, il primo rapporto con una donna e le questioni generali di identità. Secondo Jacobson, il libro è incentrato sull'auto-riflessione: "Parla di come io mi sia sentita estranea alla mia interiorità, per tutta la mia vita, perché non ho mai capito cosa fosse l'amore, e non sarei mai riuscita a sperimentarlo e il fatto di essere una figura pubblica ha solo aumentato quell'ansia."

## Vita privata
In un'intervista rilasciata nell'aprile 2018, Jacobson ha dichiarato che frequenta uomini e donne, ma "devono essere divertenti, fare qualcosa che amano". Da ottobre 2020 ha una relazione con l'attrice Jodi Balfour, con cui si è successivamente sposata.

## Filmografia

### Attrice

#### Cinema
- Revelation 13, regia di Randy e Richard LeVan (2009)
- Special Things to Do, regia di T.J. Misny – cortometraggio (2011)
- Upload, regia di Morgan Evans e Tim Mahoney – cortometraggio (2011)
- High and Dry, regia di T.J. Misny – cortometraggio (2014)
- Cattivi vicini 2 (Neighbors 2: Sorority Rising), regia di Nicholas Stoller (2016)
- Person to Person, regia di Dustin Guy Defa (2017)
- 6 palloncini (6 Balloons), regia di Marja-Lewis Ryan (2018)

#### Televisione
- Vag Magazine – miniserie TV, 1 puntata (2010)
- Broad City – webserie, 15 episodi (2010-2011)
- Jest Originals – serie TV, 1 episodio (2012)
- Moms V. Pros – serie TV, 4 episodi (2012)
- CollegeHumor – serie TV, 1 episodio (2013)
- Annie and a Side of Fries – webserie, 10 episodi (2013)
- Broad City – serie TV, 50 episodi (2014-2019)
- Inside Amy Schumer – serie TV, 1 episodio (2015)
- The Untitled Web Series That Morgan Evans Is Doing for MTV – serie TV, 1 episodio (2015)
- Lip Sync Battle – programma TV, 1 episodio (2015)
- Portlandia – serie TV, 2 episodi (2017)
- Drunk History – serie TV, 1 episodio (2018)
- RuPaul's Drag Race – programma TV, 1 episodio (2018)[39]
- Curb Your Enthusiasm – serie TV, 1 episodio (2020)
- Ragazze vincenti - La serie (A League of Their Own) – serie TV, 8 episodi (2022)
- No Good Deed – serie TV, 8 episodi (2024)

### Doppiatrice
- Lucas Bros. Moving Co. – serie animata, 1 episodio (2015)
- The Master: A Lego Ninjago Short, regia di Jon Saunders – cortometraggio (2016)
- BoJack Horseman – serie animata, 7 episodi (2016-2018)
- LEGO Ninjago - Il film (The LEGO Ninjago Movie), regia di Charlie Bean (2017)
- Disincanto (Disenchantment) – serie animata, 50 episodi (2018-2023)
- Crank Yankers – serie animata, 2 episodi (2019-2020)
- Bob's Burgers – serie animata, 1 episodio (2020)
- I Mitchell contro le macchine (The Mitchells vs. the Machines), regia di Mike Rianda e Jeff Rowe (2021)

## Riconoscimenti
- MTV Movie & TV Awards
  - 2017 – Candidatura per la miglior performance comica per Broad City (con Ilana Glazer)[40]

## Doppiatrici italiane
Nelle versioni in italiano delle opere in cui ha recitato, Abbi Jacobson è stata doppiata da:
- Gaia Bolognesi in Ragazze vincenti - La serie, No Good Deed
- Federica De Bortoli in 6 palloncini
- Ludovica Bebi in Broad City

Da doppiatrice è sostituita da:
- Gaia Bolognesi in BoJack Horseman
- Chiara Gioncardi in LEGO Ninjago - Il film
- Rossa Caputo in Disincanto
- Margherita De Risi ne I Mitchell contro le macchine